# Lyon Olympique Universitaire Rugby
Il Lyon Olympique Universitaire, anche noto come LOU Rugby, è un club francese di rugby a 15 con sede a Lione.
Fondato nel 1896 come Racing Club de Lyon, ha assunto l'attuale denominazione nel 1901, anno in cui è entrato a far parte dell'omonima polisportiva.
Nel corso della storia il club ha vinto due volte il campionato francese (1932, 1933), una coppa di Francia (1933) e  una European Rugby Challenge Cup (2021-2022).

## Palmarès
- Campionati francesi: 2

1931-32, 1932-33
- Coppe di Francia: 1

1933
- Challenge Cup: 1
2021-22

## Giocatori di rilievo
I seguenti giocatori hanno rappresentato la loro nazionale alla Coppa del Mondo di rugby mentre giocavano per il Lyon Olimpique:
- 2007:  Ephraim Taukafa,
- 2011:  Alipate Fatafehi,  Juan Manuel Leguizamón,  Sisa Koyamaibole
- 2015:  Sakiusa Matadigo
- 2019:  Demba Bamba,  Pierre-Louis Barassi,  Josua Tuisova,
- 2023:  Romain Taofifenua,  Baptiste Couilloud,  Martin Page-Relo,  Monty Ioane,  Feao Fotuaika,  Semi Radradra,  Beka Saghinadze,  Davit Niniashvili,  Francisco Gómez Kodela,  Jordan Taufua.